# Glantwymyn
Glantwymyn est un village et une communauté du Powys, au pays de Galles.

## Géographie
Glantwymyn est situé dans le nord-ouest du Powys, dans le comté historique du Montgomeryshire, à la frontière du Gwynedd, près du confluent de la Twymyn (en) et de la Dyfi (en). La ville la plus proche est Machynlleth, à une dizaine de kilomètres au sud-ouest.
La communauté de Glantwymyn comprend aussi les villages et hameaux de Cemmaes (en), Commins Coch (en), Abercegir (en), Darowen, Cwm-llinau, Tal-y-wern, Esgairgeiliog (en) et Llanwrin (en).

## Démographie
Au recensement de 2011, la communauté de Glantwymyn comptait 1 185 habitants.